# إلحاد الدولة

خريطة تظهر دول العالم التي كانت تمارس والتي لا تزال تمارس سياسة إلحاد الدولة. وكانت معظم الدول التي مارست وتمارس إلحاد الدولة هي الدول الشيوعية، مع استثناءات ملحوظة شملت فرنسا خلال الجمهورية الفرنسية الأولى والمكسيك خلال حرب كريستيروس. وبالإضافة إلى ذلك، فإن بعض الدول الشيوعية مثل الصومال لم تتبن سياسة إلحاد الدولة، بل عمدت إلى خلط السياسات الاجتماعية الماركسية اللينينية مع دين الدولة القائم في البلاد في ذلك الوقت.
الدول التي مارست سياسة إلحاد الدولة سابقًا
الدول التي تمارس سياسة إلحاد الدولة

إلحاد الدولة هو الترويج الرسمي للإلحاد من قبل الحكومة، مع قمع فعلي للحرية الدينية وممارسة الشعائر. وعلى النقيض من ذلك، فإن الدولة العلمانية تهدف إلى أن تكون محايدة رسميا في مسائل الدين، ولا تدعم الدين ولا تعارضه. قد يشير مصطلح إلحاد الدولة إلى الحكومة المناهضة لرجال الدين، حيث تعارض السلطة المؤسسية الدينية وتأثير الدين في جميع جوانب الحياة العامة والسياسية، بما في ذلك تورط الدين في الحياة اليوميَّة للمواطن.
برز لأول مرة تعزيز الدولة للإلحاد كقاعدة عامة في المقام الأول في فرنسا الثورية بين السنوات 1789 حتى 1799. اتبعت المكسيك الثورية سياسات مماثلة من عام 1917، كما فعلت غالبية الدول الماركسية - اللينينية. كان لكل من الجمهورية الروسية السوفيتية الاتحادية الاشتراكية (1917-1991) والاتحاد السوفياتي (1922-1991) تاريخًا طويلاً من تعزيز الإلحاد في الدولة، على امتداد تاريخ الاتحاد السوفيتي أي بين الأعوام (1922-1991)، قمعت السلطات السوفياتية واضطهدت مختلف أشكال المسيحية والدينية بدرجات مختلفة تبعًا لحقبة محددة. إن السياسة السوفياتية المعتمدة على الأيديولوجية الماركسية اللينينة، جعلت الإلحاد المذهب الرسمي للإتحاد السوفيتي، وقد دعت الماركسية اللينينية باستمرار السيطرة والقمع، والقضاء على المعتقدات الدينية.
وكانت الدولة ملتزمة بهدم الدين، ودمرت الكنائس والمساجد والمعابد، سَخِرت من القيادات الدينينة وعرضتهم للمضايقات ونفذت بهم أحكام الإعدام، وأغرقت المدارس ووسائل الإعلام بتعاليم الإلحاد، وبشكل عام روجت للإلحاد على أنه الحقيقة التي يجب على المجتمع تقبلها. العدد الإجمالي لضحايا سياسات دولة السوفييت الإلحادية من المسيحيين تم تقديره بما يتراوح بين 12-20 مليون.
استمرت المعتقدات والممارسات الدينية بين الغالبية العظمى من السكان، في الميادين المحلية والخاصة ولكن أيضًا في الأماكن العامة المنتشرة المسموح بها من قبل الدولة التي اعترفت بفشلها في استئصال الدين والأخطار السياسية من اندلاع حرب ثقافية لا هوادة فيها.

## الدول الشيوعية
تُعد الدولة الشيوعية في الخطاب المُتعارف عليه، دولة يتميز حكمها بشكل عام بحكم معين، وهو حكم الحزب الواحد أو حكم الحزب المسيطر الذي يكون حزبًا شيوعيًا، ويتمثل مبدأ الدولة في الولاء المعلن والمتفق عليه للإيديولوجية الشيوعية اللينينية أو الماركسية اللينينية. كان لدى مؤسس الماركسية ومنظّرها الرئيسي، المفكر الألماني كارل ماركس في القرن التاسع عشر، موقف متناقض تجاه الدين، إذ اعتبره في الأساس «أفيون الشعب» الذي استخدمته الطبقات الحاكمة لإعطاء الطبقات العاملة أملًا زائفًا لآلاف السنين، كما أدرك أنه شكل من أشكال الاحتجاج من قبل الطبقات العاملة ضد ظروفهم الاقتصادية السيئة. في التفسير الماركسي اللينيني للنظرية الماركسية، التي طورها في المقام الأول الثوري الروسي فلاديمير لينين، اندلع الفكر الإلحادي من المادية الجدلية ويحاول تفسير الدين وانتقاده.

يقول لينين:
«الدين هو أفيون الشعب - هذا القول المأثور لماركس، هو حجر الأساس في النظرة الماركسية العامة للدين. لطالما اعتبرت الماركسية جميع الأديان والكنائس الحديثة وكل منظمة دينية عمومًا، أدوات رد فعل تعمل على الدفاع عن استغلال الطبقة البرجوازية للطبقة العاملة».
على الرغم من كون ماركس ولينين ملحدين، إلا أنه يوجد العديد من الجماعات الشيوعية الدينية، بما في ذلك الشيوعيين المسيحيين.
يخصص جوليان باجيني فصلًا من كتابه «الإلحاد: مقدمة قصيرة جدًا»، لمناقشة الأنظمة السياسية في القرن العشرين، بما في ذلك الشيوعية والقمع السياسي في الاتحاد السوفيتي. يجادل باجيني قائلًا: «تشوه الشيوعية السوفيتية باضطهادها النشاطات الدينية الشيوعية الماركسية الأصلية، التي لم تؤيد القمع الديني». يمضي باجيني إلى القول «تشكل الأصولية خطرًا في أي نظام ديني» وأن «التعبير السياسي الأكثر صدقًا وقربًا للإلحاد... يتخذ شكل علمانية الدولة وليس إلحاد الدولة».

### الاتحاد السوفيتي
كان إلحاد الدولة، (بالروسي: gosateizm، اختصار مقطعي لـ «الدولة» (gosudarstvo) و «الإلحاد» (ateizm))، هدفًا رئيسيًا للإيديولوجية السوفيتية الرسمية. كانت هذه الظاهرة جديدة في تاريخ العالم واستمرت لمدة سبعة عقود. انخرط الحزب الشيوعي في أنشطة عنيفة متنوعة مثل تدمير أماكن العبادة وإعدام الزعماء الدينيين وإغراق المدارس ووسائل الإعلام بالدعاية المعادية للأديان، ونشر «الإلحاد العلمي».
استخدمت الدولة مواردها بعد الحرب الأهلية الروسية، لوقف زرع المعتقدات الدينية في غير المؤمنين وإزالة «بقايا ما قبل الثورة» التي كانت لا تزال موجودة. كان البلاشفة معاديين بشكل خاص للكنيسة الأرثوذكسية الروسية (التي دعمت الحركة البيضاء خلال الحرب الأهلية الروسية) ورأوها داعمة للاستبداد القيصري. خلال عملية تجميع الأراضي، وزع الكهنة الأرثوذكس منشورات تعلن أن النظام السوفيتي كان بمثابة المسيح الدجال قادمًا لوضع «علامة الشيطان» على الفلاحين، وتشجيعهم على مقاومة الحكومة. انتشر القمع السياسي في جميع أنحاء الاتحاد السوفيتي، وفي حين تطبيق الاضطهاد الديني على العديد من الأديان، كانت الحملات المنظمة لمناهضة الديانات موجهة في كثير من الأحيان ضد ديانات معينة وذلك استنادًا على مصالح الدولة. اختلفت مواقف الاتحاد السوفيتي تجاه الأديان، وذلك باضطهاد بعض الأديان دون المساس بأديان أخرى. سخرت بعض المنظمات من أواخر العشرينات إلى أواخر الثلاثينيات من القرن الماضي، مثل رابطة الملحدين العسكرية، من جميع الأديان وأزعجت المتدينين من المواطنين.
كانت الرابطة «منظمة مستقلة اسميًّا، أنشأها الحزب الشيوعي لتعزيز نشر فكرة الإلحاد». ونشرت صحيفتها الخاصة بها بالإضافة إلى مجلات عديدة، ورعت محاضرات ونظمت مظاهرات للسخرية من الدين والتشجيع على نشر الإلحاد. نُفذت الدعاية المناهضة للدين والمُدافعة عن الإلحاد في كل جزء من الحياة السوفيتية، بداية من المدارس وصولًا إلى وسائل الإعلام وحتى إلى استبدال الطقوس الدينية لتحل محلها طقوس أخرى. على الرغم من تقديم لينين في الأصل التقويم الغريغوري إلى السوفييتيين، إلا أن الجهود اللاحقة لإعادة تنظيم أيام الأسبوع لتحسين إنتاجية العمال شهدت ظهور التقويم الثوري السوفيتي، والذي كان له تأثير جانبي، إذ كان من النادر أن يكون يوم الأحد عطلة. خلال حوالي عام من الثورة، صادرت الدولة جميع ممتلكات الكنيسة، بما في ذلك الكنائس نفسها، وفي الفترة التي استمرت من 1922 إلى 1926، قُتل 28 أسقفًا أرثوذكسيًا روسيًا وأكثر من 1200 كاهنًا (تعرض عدد أكبر بكثير للاضطهاد). أغلقت معظم معاهد التعليم الدينية، وحُظر نشر الكتابات الدينية. قدر اجتماع لجنة الأديان التابعة للجنة المركزية للحزب الشيوعي لعموم الاتحاد (البلاشفة) الذي انعقد في 23 مايو 1929، نسبة المؤمنين في الاتحاد السوفيتي بـ 80 في المئة، ويمكن تقدير هذه النسبة المئوية لإثبات نجاح الصراع مع الدين. كانت الكنيسة الأرثوذكسية الروسية تضم 54000 أبرشيًا قبل الحرب العالمية الأولى، خُفض هذا الرقم ليصل إلى 500 بحلول عام 1940. وبصورة عامة، بحلول ذلك العام نفسه، أغلقت 90 في المئة من الكنائس والمعابد اليهودية والمساجد التي كانت تعمل في عام 1917، قسرًا، إذ أنها حُولت أو دُمرت.
على الرغم من محاولات الاتحاد السوفيتي المتعددة للقضاء على الدين، إلا أن الاتحاد السوفيتي السابق والدول المعادية للدين، مثل أرمينيا وكازاخستان وأوزبكستان وتركمانستان وقيرغيزستان وطاجيكستان وبيلاروسيا ومولدوفا وجورجيا، يعيش فيها أعداد كبيرة من السكان المتدينين. كتب بروفيسور الفلسفة والفكر الديني نيلز كريستيان نيلسن الذي كان يعمل بجامعة رايس، أن سكان «ما بعد الاتحاد السوفيتي»، وتحديدًا في المناطق التي كانت في الغالب أرثوذكسية، هي الآن «أمّية تقريبًا فيما يتعلق بالدين»، ما جعلهم يفتقرون العلم بالجوانب الفكرية أو الفلسفية لدينهم وليس لديهم تقريبا أي علم بالأديان الأخرى.
يعتبر ما يقارب من 100 مليون مواطن اليوم في الاتحاد الروسي، أنفسهم من المسيحيين الأرثوذكس الروس، أي ما يصل إلى 70% من السكان، على الرغم من إدعاء الكنيسة بانضمام 80 مليون فقط لصفوفها. وفقًا لكتاب حقائق العالم الصادر عن وكالة المخابرات المركزية، فإن 17% إلى 22% فقط من السكان ينتمون اليوم إلى الدين المسيحي. وفقًا لاستطلاع للرأي أجراه مركز أبحاث الرأي العام الروسي، اعتبر 63% من المستطلعين أنفسهم من الأرثوذكس الروس، واعتبر 6% من المشاركين أنفسهم مسلمين، واعتبر أقل من 1% أنفسهم إما بوذيين أو كاثوليكيين أو بروتستانتيين أو يهود. قال 12% آخرون أنهم يؤمنون بالله، لكنهم لا يمارسون عقائد دين معين، وقال 16% أنهم غير مؤمنون على الإطلاق. في أوكرانيا، ينتمي 96.1% من السكان الأوكرانيين إلى المسيحية. أما في ليتوانيا، الدولة الوحيدة ذات الغالبية الكاثوليكية التي كانت ذات يوم جمهورية سوفيتية، فقد ذكر تقرير صادر عام 2005 أن 79% من الليتوانيين ينتمون إلى الكنيسة الكاثوليكية الرومانية.

### ألبانيا
أعلن أنور خوجة، رئيس دولة ألبانيا، في عام 1967، أن ألبانيا هي «أول دولة ملحدة في العالم». ادعت السلطات الماركسية اللينينية في ألبانيا، أن الدين كان أجنبيًا على ألبانيا واستخدمته لتبرير سياسة الإلحاد للدولة وقمع الدين. استخدمت هذه القومية أيضًا لتبرير الموقف الشيوعي لإلحاد الدولة من 1967 إلى 1991. أمم قانون الإصلاح الزراعي الصادر في أغسطس 1945 معظم ممتلكات المؤسسات الدينية، بما في ذلك ممتلكات المساجد والأديرة والأخويات والأبرشيات. حوكم العديد من رجال الدين والمؤمنين، وأُعدم بعضهم. طُرد جميع القساوسة والرهبان والراهبات الكاثوليك الأجانب في عام 1946.